# Félix Mendonça Júnior
Felix de Almeida Mendonça Júnior, ou simplesmente Félix Mendonça Júnior (Itabuna, 29 de novembro de 1963) é um empresário e político brasileiro, filiado Partido Democrático Trabalhista (PDT) da Bahia, mas já foi filiado também ao Partido da Frente Liberal (PFL) e Partido Trabalhista Brasileiro (PTB). Félix é formado em administração de empresas pela UFBa, e filho do ex-deputado e ex-prefeito de Itabuna, Felix Mendonça (PDT).
É empresário ligado ao setor rural, engenharia e radiodifusão, foi proprietário da Macaúbas FM, em Macaúbas, e da FM Patrocínio, em Paripiranga.

## Carreira
Mendonça Júnior graduou-se em Administração de Empresas pela Universidade Federal da Bahia em 1989. Elegeu-se Deputado Federal em 2010, sendo reeleito em 2014 e 2018. Foi líder da bancada de seu partido na Câmara dos Deputados entre 2014 e 2015, presidente das comissões de Cultura e de Ciências, Tecnologia, Informática e Comununicações.

## Derrubada da Mansão Wildberger
Em 5 de Dezembro de 2013, Félix Júnior foi absolvido pelo Supremo Tribunal Federal do crime de coação em processo relativo à derrubada da Mansão Wildberger, edifício histórico de Salvador, ocorrida em 28 de janeiro de 2007. Félix foi denunciado pelo Ministério Público junto com outros quatro réus, entre eles o arquiteto Fernando Frank e o empresário Mario Correia Dantas de Carvalho, por crimes contra o patrimônio e o meio ambiente. Segundo ação penal proposta pelo MP, o grupo ordenou ilegalmente a demolição do casarão, que era um dos mais antigos que ainda restavam no Corredor da Vitória, para construir um edifício de 35 andares. O imóvel estava localizado no entorno da Igreja Nossa Senhora da Vitória, um dos primeiros templos católicos do Brasil, tombada pelo Instituto do Patrimônio Histórico e Artístico Nacional. À época, a Justiça Federal declarou incompetência para julgar o crime de coação e remeteu os autos ao STF, já que Félix Júnior possui foro privilegiado. No julgamento pelo plenário do Supremo, o relator da ação, ministro Gilmar Mendes, votou pela absolvição do deputado, sendo seguido por outros seis ministros. Apenas Marco Aurélio Mello, Joaquim Barbosa e Celso de Mello foram contra.

## Operação Overclean
Em 27 de junho de 2025, A Polícia Federal (PF), a Receita Federal e a Controladoria-Geral da União (CGU) deflagaram a quarta fase da Operação Overclean, que investiga suspeita de desvio de emendas parlamentares a municípios baianos. Os mandados de busca e apreensão foram autorizados pelo Supremo Tribunal Federal (STF). O prefeito de Ibitanga, Humberto Raimundo Rodrigues de Oliveira e o prefeito de Boquira, Alan Machado, ambos na Bahia, foram presos em flagrante. Félix Mendonça é alvo de operação da PF.

## Ligações Externas
- Perfil Oficial no portal da Câmara dos Deputados
- Félix Mendonça Júnior no portal Eleições2014